# 2-Keto-3-desoxy-D-mannooctulosonsäure

Offenkettige Form von KDO

2-Keto-3-desoxy-D-mannooctulosonsäure (kurz: KDO) ist eine chemische Verbindung aus der Gruppe der Ketoaldonsäuren und der Desoxyzucker. Sie wird auch zu den Sialinsäuren gezählt. KDO kommt als Bestandteil aller Lipopolysaccharide gram-negativer Bakterien – meist in der Kernregion – natürlich vor. Als Teil von Zellwand-Polysacchariden kommt sie auch in höheren Pflanzen und Algen vor.

Fischer-Projektion der offenkettigen Form von KDO

## Biosynthese
KDO entsteht in vivo durch die von KDO8P-Synthase katalysierte Kondensation von Arabinose-5-phosphat mit Phosphoenolpyruvat und anschließender Hydrolyse des entstandenen KDO8P durch die KDO8P-Phosphatase.